# American Crime Story
American Crime Story is een Amerikaanse televisieserie.

## Verhaal

### The People v. O.J. Simpson (2016)
Het eerste seizoen is gebaseerd op het boek The Run of His Life: The People v. O.J. Simpson, geschreven door Jeffrey Toobin, en volgt het verhaal van de aanklacht van moord tegen O.J. Simpson (gespeeld door Cuba Gooding jr.), waarvoor hij uiteindelijk werd vrijgesproken. 

### The Assassination of Gianni Versace (2018)
Het tweede seizoen is gebaseerd op het boek Vulgar Favors: Andrew Cunanan, Gianni Versace, and the Largest Failed Manhunt in U.S. History, geschreven door Maureen Orth, en volgt de moord op modeontwerper Gianni Versace (gespeeld door Édgar Ramírez) door Andrew Cunanan (gespeeld door Darren Criss).

### Impeachment (2021)
Het derde seizoen is gebaseerd op het boek A Vast Conspiracy: The Real Story of the Sex Scandal That Nearly Brought Down a President van Jeffrey Toobin en het volgt het verhaal van de Lewinsky-affaire. Monica Lewinsky werkte als producent mee aan de serie over haar affaire met de Amerikaanse president Bill Clinton.

## Afleveringen

### Seizoen 1:The People v. O.J. Simpson(2016)
| Nr. | Afl. | Titel                     | Regisseur         | Schrijver                                                           | Uitzenddatum     |
| --- | ---- | ------------------------- | ----------------- | ------------------------------------------------------------------- | ---------------- |
| 1   | 1    | From the Ashes of Tragedy | Ryan Murphy       | Scott Alexander, Larry Karaszewski                                  | 2 februari 2016  |
| 2   | 2    | The Run of His Life       | Ryan Murphy       | Scott Alexander, Larry Karaszewski                                  | 9 februari 2016  |
| 3   | 3    | The Dream Team            | Anthony Hemingway | Daniel Vincent DeVincentis                                          | 16 februari 2016 |
| 4   | 4    | 100% Not Guilty           | Anthony Hemingway | Maya Forbes, Wallace Wolodarsky, Scott Alexander, Larry Karaszewski | 23 februari 2016 |
| 5   | 5    | The Race Card             | John Singleton    | Joe Robert Cole                                                     | 1 maart 2016     |
| 6   | 6    | Marcia, Marcia, Marcia    | Ryan Murphy       | Daniel Vincent DeVincentis                                          | 8 maart 2016     |
| 7   | 7    | Conspiracy Theories       | Anthony Hemingway | Daniel Vincent DeVincentis                                          | 15 maart 2016    |
| 8   | 8    | A Jury in Jail            | Anthony Hemingway | Joe Robert Cole                                                     | 22 maart 2016    |
| 9   | 9    | Manna from Heaven         | Anthony Hemingway | Scott Alexander, Larry Karaszewski                                  | 29 maart 2016    |
| 10  | 10   | The Verdict               | Ryan Murphy       | Scott Alexander, Larry Karaszewski                                  | 5 april 2016     |

### Seizoen 2:The Assassination of Gianni Versace(2018)
| Nr. | Afl. | Titel                      | Regisseur             | Schrijver                  | Uitzenddatum     |
| --- | ---- | -------------------------- | --------------------- | -------------------------- | ---------------- |
| 11  | 1    | The Man Who Would Be Vogue | Ryan Murphy           | Tom Rob Smith              | 17 januari 2018  |
| 12  | 2    | Manhunt                    | Nelson Cragg          | Tom Rob Smith              | 24 januari 2018  |
| 13  | 3    | A Random Killing           | Gwyneth Horder-Payton | Tom Rob Smith              | 31 januari 2018  |
| 14  | 4    | House by the Lake          | Daniel Minahan        | Tom Rob Smith              | 7 februari 2018  |
| 15  | 5    | Don't Ask Don't Tell       | Daniel Minahan        | Tom Rob Smith              | 14 februari 2018 |
| 16  | 6    | Descent                    | Gwyneth Horder-Payton | Tom Rob Smith              | 28 februari 2018 |
| 17  | 7    | Ascent                     | Gwyneth Horder-Payton | Tom Rob Smith              | 7 maart 2018     |
| 18  | 8    | Creator / Destroyer        | Matt Bomer            | Tom Rob Smith, Maggie Cohn | 14 maart 2018    |
| 19  | 9    | Alone                      | Daniel Minahan        | Tom Rob Smith              | 21 maart 2018    |

## Ontvangst

### Recensies
| Seizoen | Seizoen | Recensies          | Recensies         |
| Seizoen | Seizoen | Rotten Tomatoes    | Metacritic        |
| ------- | ------- | ------------------ | ----------------- |
|         | 1       | 96% (85 recensies) | 90 (45 recensies) |
|         | 2       | 88% (94 recensies) | 74 (35 recensies) |

#### Seizoen 1
Op Rotten Tomatoes geeft 96% van de 85 recensenten het eerste seizoen een positieve recensie, met een gemiddelde score van 8,73/10. Website Metacritic komt tot een score van 90/100, gebaseerd op 45 recensies, wat staat voor "Universal Acclaim" (Universele Toejuiching).
De Volkskrant schreef: "(...) gezien vanuit nu biedt het een actueel perspectief op de verstrengeling van ras, geld, roem en justitie in de VS." NRC schreef: "Wat [de serie] zo huiveringwekkend goed maakt, is niet alleen het fenomenale acteerwerk van vooral Cuba Gooding jr. (...) en Sarah Paulson (...). De serie gaat over beeld. Hoe groot is de invloed van beeldvorming op ons leven? Het drama van O.J. Simpson speelt zich af tegen het decor van Hollywood, waar mensen de rol zijn die ze spelen."

#### Seizoen 2
Op Rotten Tomatoes geeft 88% van de 94 recensenten het tweede seizoen een positieve recensie, met een gemiddelde score van 7,17/10. Website Metacritic komt tot een score van 74/100, gebaseerd op 35 recensies, wat staat voor "Generally favorable reviews" (Over het algemeen gunstige recensies).
De Volkskrant gaf het tweede seizoen drie sterren. NRC gaf vier sterren en schreef: "Penelope Cruz zet een geweldige Donatella neer, maar toch zijn de Versace-scènes niet het hoogtepunt. Het is het verhaal van Cunanan dat de serie draagt."

### Prijzen en nominaties
Een selectie:
| Jaar      | Prijs                       | Categorie                                                                  | Genomineerde                       | Resultaat   |
| Seizoen 1 | Seizoen 1                   | Seizoen 1                                                                  | Seizoen 1                          | Seizoen 1   |
| --------- | --------------------------- | -------------------------------------------------------------------------- | ---------------------------------- | ----------- |
| 2016      | Emmy Award (68ste editie)   | Beste mini-televisieserie                                                  | American Crime Story               | Gewonnen    |
| 2016      | Emmy Award (68ste editie)   | Beste mannelijke hoofdrol in een miniserie of televisiefilm                | Courtney B. Vance                  | Gewonnen    |
| 2016      | Emmy Award (68ste editie)   | Beste mannelijke hoofdrol in een miniserie of televisiefilm                | Cuba Gooding jr.                   | Genomineerd |
| 2016      | Emmy Award (68ste editie)   | Beste vrouwelijke hoofdrol in een miniserie of televisiefilm               | Sarah Paulson                      | Gewonnen    |
| 2016      | Emmy Award (68ste editie)   | Mannelijke bijrol in een miniserie of televisiefilm                        | Sterling K. Brown                  | Gewonnen    |
| 2016      | Emmy Award (68ste editie)   | Mannelijke bijrol in een miniserie of televisiefilm                        | David Schwimmer                    | Genomineerd |
| 2016      | Emmy Award (68ste editie)   | Mannelijke bijrol in een miniserie of televisiefilm                        | John Travolta                      | Genomineerd |
| 2016      | Emmy Award (68ste editie)   | Beste regie van een miniserie of televisiefilm                             | Ryan Murphy                        | Genomineerd |
| 2016      | Emmy Award (68ste editie)   | Beste regie van een miniserie of televisiefilm                             | Anthony Hemingway                  | Genomineerd |
| 2016      | Emmy Award (68ste editie)   | Beste regie van een miniserie of televisiefilm                             | John Singleton                     | Genomineerd |
| 2016      | Emmy Award (68ste editie)   | Beste script van een miniserie of televisiefilm                            | D.V. DeVincentis                   | Gewonnen    |
| 2016      | Emmy Award (68ste editie)   | Beste script van een miniserie of televisiefilm                            | Scott Alexander, Larry Karaszewski | Genomineerd |
| 2016      | Emmy Award (68ste editie)   | Beste script van een miniserie of televisiefilm                            | Joe Robert Cole                    | Genomineerd |
| 2017      | Golden Globe (74ste editie) | Beste miniserie of televisiefilm                                           | American Crime Story               | Gewonnen    |
| 2017      | Golden Globe (74ste editie) | Beste acteur in een miniserie of televisiefilm                             | Courtney B. Vance                  | Genomineerd |
| 2017      | Golden Globe (74ste editie) | Beste actrice in een miniserie of televisiefilm                            | Sarah Paulson                      | Gewonnen    |
| 2017      | Golden Globe (74ste editie) | Beste mannelijke bijrol in een televisieserie, miniserie of televisiefilm  | Sterling K. Brown                  | Genomineerd |
| 2017      | Golden Globe (74ste editie) | Beste mannelijke bijrol in een televisieserie, miniserie of televisiefilm  | John Travolta                      | Genomineerd |
| Seizoen 2 |                             |                                                                            |                                    |             |
| 2018      | Emmy Award (70ste editie)   | Beste mini-televisieserie                                                  | American Crime Story               | Gewonnen    |
| 2018      | Emmy Award (70ste editie)   | Beste mannelijke hoofdrol in een miniserie of televisiefilm                | Darren Criss                       | Gewonnen    |
| 2018      | Emmy Award (70ste editie)   | Beste mannelijke bijrol in een miniserie of televisiefilm                  | Ricky Martin                       | Genomineerd |
| 2018      | Emmy Award (70ste editie)   | Beste mannelijke bijrol in een miniserie of televisiefilm                  | Édgar Ramírez                      | Genomineerd |
| 2018      | Emmy Award (70ste editie)   | Beste mannelijke bijrol in een miniserie of televisiefilm                  | Finn Wittrock                      | Genomineerd |
| 2018      | Emmy Award (70ste editie)   | Beste vrouwelijke bijrol in een miniserie of televisiefilm                 | Penélope Cruz                      | Genomineerd |
| 2018      | Emmy Award (70ste editie)   | Beste vrouwelijke bijrol in een miniserie of televisiefilm                 | Judith Light                       | Genomineerd |
| 2018      | Emmy Award (70ste editie)   | Beste regie van een miniserie of televisiefilm                             | Ryan Murphy                        | Gewonnen    |
| 2018      | Emmy Award (70ste editie)   | Beste script van een miniserie of televisiefilm                            | Tom Rob Smith                      | Genomineerd |
| 2019      | Golden Globe (76ste editie) | Beste miniserie of televisiefilm                                           | American Crime Story               | Gewonnen    |
| 2019      | Golden Globe (76ste editie) | Beste acteur in een televisiefilm of miniserie                             | Darren Criss                       | Gewonnen    |
| 2019      | Golden Globe (76ste editie) | Beste mannelijke bijrol in een televisieserie, miniserie of televisiefilm  | Édgar Ramírez                      | Genomineerd |
| 2019      | Golden Globe (76ste editie) | Beste vrouwelijke bijrol in een televisieserie, miniserie of televisiefilm | Penélope Cruz                      | Genomineerd |